# Místní referenda v Česku v roce 2021
Místní referenda v Česku v roce 2021 se konala ve 33 místech, převážná většina z nich (24) v čase konání voleb do Poslanecké sněmovny Parlamentu ČR v říjnu 2021. Až na jedno (obec Ohrobec) se všech zúčastnil dostatečný počet voličů (alespoň 35 %), takže byla platná. Největším městem, kde se v roce 2021 místní referendum konalo, byly Pardubice (68049 voličů), nejmenší obcí byly Sobíšky (133 voličů).
Týkala se různých oblastí: rekonstrukcí a prodeje obecních nemovitostí, změn územních plánů obcí, těžby v místním lomu, vlastnictví a rozšíření obecní kanalizace, zabránění nové výstavbě rodinných domů, umístění větrných elektráren, dopravních staveb apod.

## Bzenec
Místní referendum v obci Bzenec na Hodonínsku v Jihomoravském kraji se týkalo bzeneckého zámku a jeho dalšího osudu. Občané Bzence v referendu rozhodovali o tom, zda má tento zámek zůstat ve vlastnictví obce, nebo jestli má být prodán Zámeckému vinařství Bzenec, které o tuto památku projevilo zájem už dříve a představilo plán na rekonstrukci zámku a vybudování interaktivního muzea vinařství se zázemím a multifunkčním sálem.
Návrh na vyhlášení místního referenda podala místní iniciativa Obnova bzeneckého zámku v čele s Miroslavem Goliášem, která je pro ponechání zámku v rukou města. Tomuto uskupení se podařilo sesbírat pro lidové hlasování dostatek podpisů, a tak starosta Bzence Pavel Čajka podle zákona referendum vyhlásil.
Referendum se konalo ve dnech 8. – 9.10. 2021 souběžně s podzimními volbami do Poslanecké sněmovny PČR. Občané v referendu odpovídali na otázku v tomto znění:
Chcete, aby areál bzeneckého zámku – hlavní budova zámku, přilehlé budovy, park, prostranství, nádvoří, veškeré pozemky tohoto areálu a pod nimi se nacházející sklepy, nemovitosti označené v katastru nemovitostí Katastrálního úřadu pro Jihomoravský kraj, katastrální pracoviště Kyjov, na listu vlastnictví č. 10001 pro obec Bzenec, katastrální území Bzenec (617270) zůstaly ve vlastnictví města Bzenec?
Z celkového počtu 3496 oprávněných voličů se hlasování zúčastnilo 2093 voličů, takže celková účast byla 62,3 %. Pro zachování zámku ve vlastnictví města hlasovalo celkem 1416 voličů (65,01 %). Pro prodej bzeneckého zámku hlasovalo 677 voličů (31,08 %). Minimální počet hlasů pro uznání závaznosti referenda byl 874, takže bylo toto Místní referendum uznáno za platné a závazné a zámek tak město neprodalo.

## Dačice
Ve městě Dačicích se konalo Místní referendum ohledně podoby křižovatky v dolní části Palackého náměstí. Křižovatka je místem, kde se kříží tranzitní doprava ve směru od Jindřichova Hradce, Moravských Budějovic a Telče. Konkrétně se lidé v referendu vyjadřovali ke dvěma možným variantám křižovatky. Jednou z variant byla průsečná křižovatka s chytrými semafory fungujícími 24 hodin denně. Tyto chytré semafory disponují čidly, které vnímají hustotu dopravy a ovlivňují délku intervalu "zelené a červené." Druhou možností je okružní křižovatka o průměru 26 metrů. Jedná se o vyhovující průměr pro průjezd nákladních automobilů a autobusů.
K vypsání referenda přistoupili zastupitelé Dačic po letech diskusí (podle starosty města Karla Macků trvala debata o křižovatce už 11 let). Stav dopravy na Palackého náměstí už podle vedení města neodpovídal jak bezpečnostním, tak technickým normám pro provoz silničních komunikací a bylo nezbytné jej řešit v co nejkratším termínu. Stavba nové křižovatky měla být součástí dokončení celkové revitalizace Palackého náměstí.
Zastupitelstvo jednalo o vyhlášení referenda 25. srpna 2021. Tohoto jednání se zúčastnilo i mnoho obyvatel Dačic. Nakonec zastupitelé odhlasovali návrh referenda v původním návrhu devatenácti hlasy z přítomných dvaceti zastupitelů.
Referendum se konalo souběžně s volbami do Poslanecké sněmovny PČR, tedy 8. a 9. října 2021. Otázka pro místní referendum zněla:
Upřednostňujete při rekonstrukci dolní křižovatky na Palackého náměstí průsečnou křižovatku s „chytrými“ semafory v provozu 24 hodin denně před okružní křižovatkou o průměru 26 m?
Z 5827 oprávněných dačických voličů si hlasovací lístky a úřední obálky vyzvedlo 3964 lidí. Platných bylo 3566 hlasů. Odpověď ANO zakřížkovalo 3092 lidí, odpověď NE zakřížkovalo 474 obyvatel. 68 lístků bylo neplatných.
K platnosti referenda bylo zapotřebí alespoň 35 % oprávněných voličů a pro závaznost rozhodnutí v referendu byla zapotřebí nadpoloviční většina zúčastněných oprávněných voličů a zároveň alespoň čtvrtina všech oprávněných voličů. Referenda v Dačicích se zúčastnilo 63,39 procent oprávněných voličů, referendum bylo tedy platné. Pro odpověď ANO hlasovalo 53,06 % oprávněných voličů, referendum se tedy stalo i závazné.
Takto se k výsledku referenda vyjádřil starosta města:
"Doufám, že nyní spory o její podobě nabraly konce a pojedeme dál. Nyní s výsledky referenda seznámíme Jihočeský kraj, který je investorem stavby a pak se budeme snažit, aby se tím nastartovalo dokončení obnovy Palackého náměstí."

## Drnholec
Oznámení o konání místního referenda v jihomoravské obci Drnholec na Břeclavsku bylo vydáno 17. září 2021. Samotné referendum poté proběhlo současně s volbami do Poslanecké sněmovny PČR 8. a 9. října 2021. Drnholečtí občané v něm měli možnost rozhodnout o výstavbě větrných elektráren nad jejich městysem.
Referendum vyhlásilo místní zastupitelstvo poté, co vedení obce na konci roku 2020 oslovil soukromý investor. Učinil tak na základě údajů o povětrnostních podmínkách v okrajové části Drnholce, která měla být pro danou stavbu vhodná. Protože by však uskutečnění takového projektu znamenalo významný zásah do podoby prostředí městyse, nechalo o něm zastupitelstvo hlasovat zdejší obyvatele.
Původní záměr byl vybudovat až dvanáct energetických vrtulí, na společném setkání s Drnholčany ovšem investorská firma svůj plán zredukovala na polovinu – realizace šesti elektráren, vzdálených několik kilometrů od obytné části městyse.
Druhý říjnový víkend roku 2021 tedy voliči v Drnholci odpovídali na následující otázku: Souhlasíte s tím, aby byly v katastrálním území obce umístěny větrné elektrárny? Souhlas vyjádřilo 371 hlasujících, proti jich bylo 429 a celkově 3 se zdrželi. Účast v referendu činila 56,90 % všech oprávněných voličů. Výsledky referenda byly prohlášeny za platné.
Při svém rozhodování se drnholečtí podle starosty Ivičiče zajímali především o hluk, který by elektrárny mohly vydávat. Obavy ale měli také z možného plašení zvěře, či nárazů ptáků do vrtulí. Byly-li by však větrné elektrárny postaveny, znamenalo by pro Drnholec finanční příjem. Zmíněná firma totiž obci přislíbila jednorázový příspěvek 1 000 000 Kč za každý zprovozněný větrník. Drnholec by dále za každou elektrárnu získával ročně 300 000 Kč, 100 000 Kč za využívání přístupových komunikací a soukromou dotaci 50 tisíc korun jako příspěvek místním zájmovým spolkům a sdružením. Dalšího půl milionu korun každý rok by putovalo do obecního rozpočtu za pronájem v případě, že by elektrárny stály na pozemku městyse. I přes tyto benefity se ale vedení města rozhodlo respektovat výsledky referenda a v jeho reflexi stavbu nepovolilo.

## Drnovice
Obyvatelé Drnovic v okrese Zlín v roce 2021 při volbách do dolní parlamentní komory hlasovali v místním referendu o otázce silničního obchvatu. Někteří občané se výstavbě bránili, protože měla vést přes jejich pozemky.
Iniciátorem referenda bylo zastupitelstvo, které stavbu od začátku podporovalo. Chyběl však kladný impuls od občanů, který by kroky vedení podpořil. Hlasování se uskutečnilo 8. a 9.10.2021, ale vyhlášeno bylo už o rok dříve 23.9.2021. Občané měli odpovědět na otázku: Souhlasíte s tím, aby zastupitelstvo obce podniklo veškerá zákonná opatření v samostatné působnosti obce k tomu, aby podpořilo realizaci silničního obchvatu obce Drnovice, jehož předběžná trasa vychází z mapového podkladu dokumentu Technické studie Vodního díla Vlachovice, která byla dokončena v prosinci 2020?
Referenda se účastnilo 232 z 335 oprávněných voličů, volební účast tedy dosáhla 69 %. Pro výstavbu obchvatu bylo 177 hlasů, proti pouze 42. Naplnila se i podmínka závaznosti, dostavilo se potřebné množství občanů. Zastupitelstvo zasedlo ve stejný den, kdy se spočítaly poslední obálky a odhlasovalo, že se obchvatem budou zabývat.
Stavba bude výhodná i pro řidiče kamionů, kteří přes obec pravidelně jezdí do průmyslového areálu. Kvůli ostrým zatáčkám velké nákladní automobily občas uvízly a blokovaly dopravu. Naopak komplikace přinese majitelům pozemků, kterým silnice přepůlí parcely.

## Chuchelna
V katastru obce Chuchelna v okrese Semily v Libereckém kraji se nachází čedičový lom Slap, jenž je již 30 let nevyužíván, a společnost Eurovia kamenolomy vlastnící tento lom ani v horizontu několika let neplánuje těžbu obnovit (dokonce má s Báňským úřadem uzavřenou smlouvu o tzv. režimu zajištění lomu a po vypršení platnosti roku 2024 má v plánu dohodu prodloužit). Přesto vznikl spolek na ochranu obnovené přírody v okolí lomu "Mlok z lomu", obhajující svou činnost mj. tím, že se oblast nachází v geoparku Český ráj UNESCO a případná těžba by místní přírodu zdevastovala a z geoparku vyloučila. Členové spolku také prohlásili, že na podzim 2020 zástupci společnosti Eurovia otevřeně potvrdili, že mají v plánu těžbu v lomu obnovit. Zejména v reakci na tuto událost spolek inicioval vytvoření petice a vyhlášení referenda.
Zastupitelstvo obce konání referenda odsouhlasilo a vyhlásilo 9. září 2021, přičemž za datum konání referenda se zvolily dny 8. a 9. října 2021, došlo tedy ke spojení referenda s volbami do Poslanecké sněmovny PČR.
Otázka v referendu zněla: Souhlasíte s tím, aby obec Chuchelna v samostatné působnosti podnikla kroky k tomu, aby nedošlo k obnovení těžby v dobývacím prostoru Chuchelna na katastrálním území obce Chuchelna?
Ze 793 oprávněných voličů hlasovalo 470 osob, přičemž 462 odevzdaných hlasů bylo platných. Pro odpověď ANO hlasovalo 382 voličů (81,10 %), pro odpověď NE 75 voličů (15,92%), 5 voličů (2,98%) odevzdalo hlasovací lístek prázdný a hlasování se tak zdrželo. Protože volební účast byla vyšší než 35%, konkrétně 59,4%, výsledek referenda je pro obec závazný.
Většina voličů v obci Chuchelna se souhlasně vyjádřila k tomu, aby obec podnikla kroky zamezující obnovení těžby v lomu Slap. „Naším cílem je zabránit těžbě, minimálně dokud se nevytěží lom ve Smrčí a na Proseči, který je hned vedle. Víme, že úplně zabránit jí nelze,“ vysvětlila Klára Voskovcová ze spolku Mlok z lomu. Starostka obce Eva Peštová okomentovala výsledek slovy: "Konkrétní kroky, které budeme činit, ještě nejsou dojednány...můžeme zadat nový hydrogeologický průzkum a jeho výsledek pak projednávat se společností, která čedičový lom vlastní, nebo se můžeme obrátit na Báňský úřad." Společnost se k výsledkům referenda vyjádřila takto: „Bez ohledu na výsledek referenda je naše stanovisko stále stejné a neměnné. Vůbec nechápeme a nerozumíme tomu, kde a za jakým účelem vznikly informace o obnově těžby. (...) Aktuálně je povolení o tzv. zajištění lomu Chuchelna platné do konce června 2024. Jakmile se tato doba přiblíží, můžeme žádat Báňský úřad o další povolení o zajištění daného lomu. Toto máme také v plánu. Neplánujeme v lomu Chuchelna obnovit těžbu dalších několik let.“

## Jáchymov
V obci Jáchymov v Karlovarském kraji rozhodovali obyvatelé v místním referendu o prodeji městských pozemků soukromému investorovi pro vybudování stezky v oblacích. Jedná se o zhruba 3 000 m2 pod nejvyšším vrcholem Krušných hor Klínovcem a měly být prodány za zhruba 6 milionů korun. Zastupitelstvo prodej podporovalo především z důvodu zvýšení atraktivnosti obce pro turisty. Opoziční zastupitelé se stavěli proti návrhu zejména kvůli nízké ceně, za kterou měli být pozemky prodány.
Návrh na vyhlášení místního referenda iniciovali občané obce Jáchymov – konkrétně opoziční zastupitelé, kteří pomocí petice sesbírali dostatek podpisů – minimum bylo 577 a díky tomu bylo podle zákona vyhlášeno referendum.
Místní referendum se konalo souběžně s volbami do Poslanecké sněmovny PČR 8. a 9. října 2021. Občané obce Jáchymov v něm rozhodovali o otázce znějící:
Souhlasíte s tím, aby Zastupitelstvo města Jáchymov schválilo prodej pozemků ve vlastnictví města Jáchymov pro účely výstavby investičního záměru SKYWALK - STEZKA V OBLACÍCH na Klínovci?
Z 1842 oprávněných voličů hlasovalo o otázce 979 (54,2 %). Pro prodej pozemků se vyslovilo 378 voličů (37,88 %), proti se vyslovilo 601 voličů (60,22 %). Výsledkem tedy je, že pozemky obce Jáchymov se soukromému investorovi prodávat nebudou, rozhodnutí občanů v místním referendu je vzhledem k účasti závazné.

## Katovice
Ve dnech 8. a 9. října 2021 proběhlo v městysu Katovice, okres Strakonice, současně s volbami do Poslanecké sněmovny PČR, místní referendum, vztahující se k otázce výstavby obchvatu kolem městyse. Jednalo se o dlouhodobě řešené téma, i z důvodu blízkosti základní školy a mateřské školky vzhledem k silnici I/22, neboť Katovicemi denně projede asi 6000 aut, z toho zhruba 800 nákladních. Realizace obchvatu však nespadá pod možnosti místní samosprávy, a tak se referendum vztahovalo k jednání zvolených zástupců s Ředitelstvím silnic a dálnic.
Samotné referendum bylo legitimováno na základě „veřejného projednávání obchvatu na silnici I/22“, které proběhlo 7.7.2021, a následně jednohlasně schváleno zastupitelstvem městyse 18.8.2021.
Občané v referendu odpovídali na otázku v tomto znění: Jste pro to, aby zvolení zástupci obce jednali s ŘSD o realizaci obchvatu kolem Katovic tak, jak je zanesen v platném územním plánu?
Z celkového počtu voličů 1075 se k referendu dostavilo 723 občanů, což je účast 67,3 % a bylo tedy platné. Na samotnou otázku referenda pak 618 voličů (85,5 %) odpovědělo „ANO“, a zbylých 85 voličů (14,5 %) odpovědělo „NE“. Zastupitelstvo tedy získalo od místních obyvatel mandát k jednáním o výstavbě obchvatu.
Obchvat Katovic však zatím nebyl zařazen mezi prioritní, na což starostka městyse reagovala slovy „První dopis z ministerstva byl zamítavý s tím, že obchvat Katovic není v plánu. Přesto jsme obratem reagovali a v současné době máme přislíbeno, že obchvat bude zahrnut do plánu výstavby. Celou situaci budeme nadále mapovat hlavně proto, aby neupadly plány v zapomnění.“

## Pardubice
Místní referendum v Pardubicích v okrese Pardubice v Pardubickém kraji se týkalo omítnutí Zelené brány (zda dát kamenné věži bílou omítku, která by ji do budoucna mohla lépe chránit, nebo zachovat její současnou podobu).
Zastupitelé řešili tuto otázku 2 roky, jenže k rozhodnutí nepřišli, a proto se rozhodli vyřešit tuto situaci pomocí referenda, kde rozhodnou občané města. K tomu, aby se lidé dokázali rozhodnout na základě odborných posudků, radnice pořádala veřejnou prezentaci. Byly prezentovány dva z pohledu radnice zásadní posudky. Jeden doporučuje omítání, druhý omítání nedoporučuje. Vyhlášení referenda proběhlo 29. dubna 2021. Referendum se konalo ve dnech 8.- 9. října 2021 souběžně s podzimními parlamentními volbami. Občané v referendu odpovídali na otázku v tomto znění: Souhlasíte s tím, aby při opravě Zelené brány byly obnoveny vnější omítky?
Aby byl výsledek referenda pro politiky závazný, bylo nutné, aby byla účast v referendu alespoň 35 % voličů. To znamená, že muselo hlasovat zhruba 17 tisíc voličů. Pro odpověď „ANO“ hlasovalo 8441 oprávněných osob, tedy 26,6 % z oprávněných osob, které se místního referenda účastnily, což činí 12,4 % z celkového počtu oprávněných osob zapsaných v seznamech oprávněných osob.
Pro odpověď „NE“ hlasovalo 22984 oprávněných osob, tedy 72,5 % z oprávněných osob, které se místního referenda účastnily, což činí 33,7 % z celkového počtu oprávněných osob zapsaných v seznamech oprávněných osob.  Referendum bylo platné a jeho výsledek je závazný – Zelená brána se omítat nebude.

## Podolí
Místní referendum v obci Podolí u Brna v okrese Brno-venkov v Jihomoravském kraji se týkalo plánované výstavby rodinných domů v lokalitě Nad Paloukem. Občané v referendu rozhodovali o maximálním možném rozsahu výstavby, který obec může hájit. Podle záměru developera Podolí Nad Paloukem s.r.o. mělo v lokalitě vzniknout 90 až 95 nových rodinných domů, územní studie schválená v roce 2012 naproti tomu předpokládala v této lokalitě výstavbu 48 domů. Obec a developer v červnu 2021 vyjádřili nevoli postupovat podle této územní studie a zavázali se poskytovat si veškerou nezbytnou součinnost k pořízení nové územní studie. Občané v referendu vyjadřovali souhlas či nesouhlas s tím, zda má obec hájit výstavbu rodinných domů v maximálním počtu 48 (oproti plánovaným 90 až 95), a s kroky obce směřujícími k pořízení nové územní studie pro danou lokalitu.
Vyhlášení místního referenda iniciovalo opoziční sdružení Podoláci a část obyvatel obce, kteří nesouhlasili s výstavbou v rozsahu prosazovaném developerem a starostou obce Vítězslavem Eliášem. Návrh na vyhlášení referenda podal přípravný výbor 3. června 2021, zastupitelstvo návrh schválilo na zasedání 29. června 2021.
Referendum bylo vyhlášeno na úřední desce obce 1. července 2021, přičemž zastupitelstvo stanovilo termín konání referenda na pátek 6. srpna 2021 od 8 do 22 hodin. Tento termín se lišil od termínu navrženého přípravným výborem, který jej poté napadl u Krajského soudu v Brně. Soud návrhu vyhověl a 20. července 2021 vyhlásil referendum na 8. - 9. října 2021 souběžně s termínem voleb do Poslanecké sněmovny PČR, jak navrhoval přípravný výbor. Odůvodnil to očekávanou vyšší účastí u referenda v tomto termínu.
Občané v referendu odpovídali na otázku v tomto znění: Souhlasíte s tím, aby obec Podolí učinila v samostatné působnosti veškeré možné kroky směřující k tomu, aby případná výstavba v lokalitě Nad Paloukem odpovídala požadavkům platného Územního plánu obce Podolí maximálně v rozsahu výstavby dle Územní studie Podolí - lokalita Nad Paloukem, jejíž aktuálnost ověřil Městský úřad Šlapanice ke dni 29. 6. 2020 (územní studie), zejména aby obec Podolí:
- Ve všech správních řízeních týkajících se výstavby v lokalitě Nad Paloukem důsledně a aktivně hájila zájmy obce a jejich občanů, především aby uplatňovala námitky a připomínky tak, aby v lokalitě nevznikly jiné stavby pro bydlení než maximálně 48 rodinných domů a aby tyto rodinné domy neměly více než jednu bytovou jednotku (při dodržení regulativů územní studie);
- Nečinila žádné kroky k pořízení nové územní studie pro lokalitu Nad Paloukem, která by umožnila intenzivnější výstavbu než stávající územní studie (zejména realizaci více než 48 rodinných domů s více než 1 bytovou jednotkou);
- Nepodepsala smlouvu o spolupráci, plánovací smlouvu či jinou obdobnou smlouvu s developerem lokality PODOLÍ NAD PALOUKEM s.r.o., ani s žádným jiným stavebníkem, nebo vlastníkem pozemků, jestliže by tato smlouva byla v rozporu s výše uvedenými požadavky?
Z 1117 voličů se k referendu dostavilo 746 (66,79 %), z toho 732 hlasů bylo platných. Pro bylo 648 hlasujících (86,86 %), proti bylo 84 hlasujících (11,26 %). Referendum bylo platné a jeho výsledek je pro obec závazný.
Developer Podolí Nad Paloukem s.r.o. připravil v roce 2022 záměr vybudovat v lokalitě Nad Paloukem 47 rodinných domů v souladu s existující územní studií.

## Říčany
Ve městě Říčany se konalo místní referendum 15. února 2022. Týkalo se parkovacích zón ve městě, které byly zavedené v srpnu roku 2021. Referendum bylo iniciované odpůrci, s cílem zrušit tyto zóny. Kvůli konání referenda vznikla i občanská iniciativa, ale referendum se nakonec konalo z vůle zastupitelů. Otázka zněla následovně: Souhlasíte s tím, aby město Říčany (resp. jeho orgány) činilo v samostatné působnosti bez zbytečného odkladu takové kroky, které budou působit na orgány města v přenesené působnosti a budou směřovat ke zrušení dopravních regulací zavedených v rámci projektu Parkuj dobře v Říčanech?
Referendum bylo neúspěšné kvůli nízké účasti voličů. Minimální počet hlasů na splnění podmínky závaznosti referenda byl 2926 (35 %) voličů, ale účast byla pouze 2347 (20,1 %) voličů. Proti hlasovalo 147 (6,26 %) voličů, pro 2172 (92,54 %). Celkový počet oprávněných voličů byl 11701.
V konečném důsledku byla ale snaha odpůrců úspěšná i přes neúspěšnost referenda. Středočeský krajský úřad totiž zrušil opatření regulující dopravu v Říčanech. Na toto rozhodnutí město reagovalo podáním podnětu k začátku správního konání s cílem zrušit toto rozhodnutí.

## Slavonice
V pohraniční obci Slavonice v Jihočeském kraji se spolu s volbami do Poslanecké sněmovny ve dnech 8. a 9. října 2021 konalo i místní referendum. Obyvatelé rozhodovali o budoucnosti sakurových a březových stromů ze stromořadí na náměstí Míru. Část starých stromů chtěla skácet radnice po získání dotace z operačního programu Životního prostředí ve výši 9,3 milionu na obnovu zeleně. Starosta Slavonic Hynek Blažek ve prospěch skácení argumentoval věkem a stavem některých stromů. Proti rozhodnutí se postavila skupina místních odpůrců Mařížský park, kteří iniciovali online petici na záchranu městské zeleně a nechali si vypracovat znalecký posudek o skutečném stavu stromů. Referendum bylo vyhlášeno dne 6. dubna 2021 na zasedání zastupitelstva.
V referendu byly položeny dvě otázky: 1. Upřednostňujete jednorázovou náhradu 6 ks sakur novými hlohy před postupným nahrazováním dožilých sakur hlohy (v úseku před domy čp. 477 – fara až po čp. 482 – hotel Alfa na náměstí Míru ve Slavonicích)? 2. Upřednostňujete zadání zpracování variant rychlejší celkové obnovy stromořadí v parku (v souladu se zájmy ochrany životního prostředí) před možností nechat dále dožít v rámci běžné údržby?
Referendum bylo platné a závazné. Zúčastnilo se 43,53 % zapsaných voličů, což je 848 odevzdaných volebních obálek z 1948. Na obě otázky většina občanů odpověděla kladně. Při první otázce bylo 812 platných hlasů. Pro možnost ANO hlasovalo 509 občanů, pro možnost NE 288, 15 občanů se volby zdrželo. Při otázce číslo dvě bylo platných 813 hlasů. Možnost ANO zvolilo 487 občanů a možnost NE 313, 13 občanů se hlasování zdrželo. Starosta Hynek výsledek označil za očekávaný a v souladu s názorem radnice. Proti referendu byl podán návrh na vyslovení neplatnosti, který Krajský soud v Českých Budějovicích 15. listopadu 2021 zamítl.

## Srbsko
V obci Srbsko ležící v okrese Beroun ve Středočeském kraji se konalo Místní referendum týkající se změny územního plánu, konkrétně požadavku na vynětí konkrétních ploch ze zastavitelného území obce.
Za vyhlášením tohoto referenda stála iniciativa místního rodáka Josefa Malečka, který se od roku 2005 snaží natrvalo vyjmout ze zastavitelného území obce konkrétní pozemky, z nichž některé jsou jeho vlastnictvím, a k nimž se váží jeho vzpomínky. Některé z pozemků však patří i obci. Jeho cílem bylo zabránit možnému zastavění těchto pozemků v budoucnosti. Na pozadí konání tohoto referenda tedy stojí mnohaletý konflikt. Proti vynětí ploch ze zastavitelného území se vyjadřovali například současná starostka obce Svatava Biskupová nebo bývalý starosta Jaroslav Bastl, a to například na stránkách červnového čísla obecního občasníku.
Referendum bylo vyhlášeno zastupitelstvem obce 9. června 2021 na základě návrhu přípravného výboru  poté, co se v obci podařilo sesbírat dostatečný počet podpisů. Žádost o konání referenda podal přípravný výbor 22. března 2021, konalo se 2. července 2021.
Otázka, na niž občané obce v místním referendu odpovídali, zněla: Požadujete, aby obec Srbsko učinila veškeré možné kroky v samostatné působnosti vedoucí k tomu, že změnou územního plánu obce Srbsko budou pozemky p.č. 236, 237, 337, 338, 341/1, 342/1 a 342/7, vše v k.ú. Srbsko u Karlštejna, vyňaty z ploch bydlení venkovského typu v rodinných domech (BV) a zařazeny do nezastavitelné plochy zemědělské – orná půda (NZ), případně plochy přírodní – trvalé travní porosty (NP)?
Většina občanů oprávněných hlasovat v referendu se vyslovila pro změnu územního plánu. Z celkového počtu 431 oprávněných osob odpovědělo na výše uvedenou otázku 210 osob výběrem možnosti ANO, 9 osob vyjádřilo nesouhlas výběrem možnosti NE. Účast v referendu činila 53,8 %. Pro závaznost místního referenda bylo zapotřebí minimálně 108 hlasů. Bylo odevzdáno 219 platných hlasů, výsledek je tedy pro zastupitelstvo závazný; jeho povinností je nyní učinit všechny možné kroky k zařazení dotčených pozemků do nezastavitelné plochy zemědělské.

## Stará Bělá
Místní referendum v ostravské městském obvodu Stará Bělá v Moravskoslezském kraji se týkalo možné výstavby obchodního centra a hal pro lehký průmysl mezi Plzeňskou a Junáckou ulicí na okraji městského obvodu. Dle územního plánu byla výstavba obchodního centra možná, ale investor neměl zakoupené pozemky, které většinou spadaly do soukromého vlastnictví. Tyto pozemky patří převážně příbuzným místních původních obyvatel.
Zastupitelstvo městské části chtělo znát názor obyvatel na výstavbu obchodního centra, a tak se rozhodlo referendum vypsat. Referendum se konalo ve stejný termín jako parlamentní volby tedy 8.- 9. října 2021. Oprávnění voliči odpovídali na otázku: Souhlasíte se stavbou nákupního centra a hal pro lehký průmysl v lokalitě Junácká označeném v Územním plánu města Ostravy jako plocha č. P41 s navrženým způsobem využití “Lehký průmysl“?
Referenda se zúčastnilo celkem 71,3 % voličů z 3248 voličů. Proti výstavbě obchodního centra se vyslovilo 2086 (90,7 %) obyvatel, pro výstavbu bylo 197 (8,5 %) občanů. Minimální počet hlasů pro závaznost místního referenda byl 812 hlasů, takže bylo toto místní referendum uznáno jako závazné a platné.
I přes jasný nesouhlas obyvatel městské části se referendem nemusí řídit investor ani statutární město Ostrava. Referendum je závazné pouze pro městskou část. Starosta Staré Bělé usiluje o změnu územního plánu a město Ostrava by k postoji místních obyvatel měla přihlížet.

## Sušice
Místní referendum v obci Sušice v okrese Klatovy v Plzeňském kraji se týkalo aktivní podpory města v otázce městské nemocnice. Poté co se městské nemocnice v Sušici vzdala společnost Penta Hospitals, která ji měla v pronájmu, rozhodovali o jejím dalším osudu občané města. O konání referenda a jeho finálním znění musel rozhodovat soud vzhledem k tomu, že zastupitelstvo města neschválilo jeho vyhlášení. Soud tak z původních tří navrhovaných otázek dvě zrušil, jelikož byly shledány jako zavádějící. Občané tak konkrétně rozhodovali v otázce: Chcete, aby město Sušice aktivně podporovalo zdravotní péči v rozsahu: lůžková interna, lůžková chirurgie, JIP, následná péče, ambulance, komplement (RTG, SONO, laboratoř), včetně pořízení CT přístroje v Sušické nemocnici?
Referendum se konalo v datech 8. – 9. října 2021 a bylo tak spojeno s volbami do Poslanecké sněmovny ČR 2021. Toto referendum vzniklo z občanské iniciativy přípravného výboru referenda v čele s předsedou Pirátské strany v Sušici Janem Jandou.
Referenda se zúčastnilo 55,6 % z celkových 8 782 oprávněných voličů. Pro možnost ANO se vyjádřilo 89,52 % občanů, což bylo konkrétně 4 372 občanů. Pro možnost NE se vyjádřilo 4,61 % občanů, konkrétně tedy 225 občanů.
Referendum bylo uznané jako platné a jeho výsledek jako závazný.

## Tovačov
V okolí města Tovačova se dlouhodobě už od roku 1951 těží štěrkopísek, aktuálně na současné těžící ploše kolem Tovačova docházejí zásoby, a proto chtěla společnost Českomoravský štěrk rozšířit svou těžbu blíže ke městu. Potencionální těžební místa jsou ve správě města, zastupitelé však nebyli jednotní, jestli souhlasit s těžbou či ne, a proto iniciovali místní referendum, aby sami občané mohli rozhodnout o budoucnosti krajiny okolo Tovačova.
Občané Tovačova odpovídali 8. – 9. října 2021 na otázku v tomto znění: Souhlasíte s rozšířením těžby štěrkopísku (hornických činností) na pozemcích ve vlastnictví města Tovačova zapsaných na LV č. 10001 v k. ú. Tovačov, obec Tovačov, u Katastrálního úřadu pro Olomoucký kraj, KP Přerov o výměře 104.219 m² na parcelách č. 1835/152, 1835/153, 1835/171, 1835/173, 1835/215, 1835/212, 1838/28, 1855/2, 1871/49, 1871/50, 2989/4, 2989/7 a 2989/8?
V obci bylo 1973 oprávněných voličů, z toho muselo být minimálně 494 hlasů pro závaznost. Místního referenda se zúčastnilo 60 % oprávněných osob, 250 (21,11%) bylo pro schválení a 900 (76,01 %) pro zamítnutí. Výsledek referenda je tudíž zamítavý a závazný.

## Zduchovice
V místním referendu, konaném v obci Zduchovice ve Středočeském kraji v okrese Příbram, občané rozhodovali o souhlasu s výstavbou oplocení lesní plochy, která by sloužila k chovu jelena evropského. Za podmínek zajištění celoročního přístupu občanů do obory a celoročnímu přístupu na vyhlídku „Na Altánku“ kolem oplocené obory. Jednalo se o plochu 70 hektarů lesního území, která je v soukromém vlastnictví na katastrálním území obce. Obec Zduchovice měla v rámci územního plánu rozhodnout, zda výstavbu oplocení na lesním území povolí. Místní referendum vzniklo z iniciativy zastupitelstva, které se nemohlo v otázce obory shodnout.
Referendum se konalo souběžně s volbami do Poslanecké sněmovny ČR 2021, 8. – 9. října 2021. Občané odpovídali v referendu na otázku: Souhlasíte s tím, aby zastupitelstvo obce Zduchovice podniklo v samostatné působnosti obce veškerá zákonná opatření pro povolení výstavby oplocení lesních ploch v katastrálním území obce Zduchovice, za účelem vzniku oborního chovu Jelena evropského, a to za podmínky zajištění celoročního přístupu občanů do obory po stávajících komunikacích a lesních cestách vstupními branami, včetně zajištění celoročního turistického přístupu na vyhlídku "Na Altánku", okolo oplocení obory?
Referenda se zúčastnilo 260 oprávněných voličů, účast byla 71,5 %. Z 266 voličů se 119 (63,98 %) vyjádřilo nesouhlasně a 60 (32,26 %) souhlasně. Výstavba oplocení tak byla zamítnuta. Referendum je pro zastupitelstvo závazné.